# Noemi Palacios
Noemi Palacios Doménech (Barcelona, 1982) és un escultora catalana.

## Biografia
Noemi Palacios va estudiar art a l'Escola de la Llotja de Barcelona, posteriorment va treballar durant anys al taller de l'escultor Mariano Andrés Vilella aprofundint l'ofici de la talla en pedra. És Professora d'escultura a l'Escola d'Art Pau Gargallo. El seu treball es caracteritza per la recerca dʻunes formes que sʻamaguen entre la naturalesa més virginal i pura. Per mitjà d'un estudi meticulós sobre el volum i el bloc petri, ens revela les propietats inherents a la massa, alhora que immortalitza tots aquells sentiments continguts que expressa amb fermesa i força a través de cadascuna de les peces. El resultat final és el d'unes construccions lliscants, tènues i sinuoses que mantenen paral·lelismes estètics amb l'escultura de Constantin Brâncuşi, Henry Moore o Mariano Andrés Vilella —mentor de l'artista i col·laborant actualment.
Ha participat en fires d'art a París, Gènova o Vigo i exposicions individuals a Toulouse, Madrid, Barcelona, Manresa, Sant Adrià de Besòs, Sant Celoni... i en més de 30 simposis internacionals d'escultura de pedra i neu celebrats a Itàlia, Michigan, Colorado, Yukon, Saint Beat i República Txeca entre d'altres...
Actualment compagina la realització d´obra pública en pedra fora d´Espanya amb la docència, impartint cursos monogràfics d´escultura en pedra.

## Reconeixements
Ha estat premiada a diversos concursos i biennals com la Biennal de Bunyol (València), Premi San Piero a Sieve (Florència, Itàlia), Simposi d'escultura de Gijon, Leon i Almeria.